# Біг-Лейк (округ Карлтон, Міннесота)
Біг-Лейк (англ. Big Lake) — переписна місцевість (CDP) в США, в окрузі Карлтон штату Міннесота. Населення — 464 особи (2020).

## Географія
Біг-Лейк розташований за координатами 46°42′4″ пн. ш. 92°37′16″ зх. д. / 46.70111° пн. ш. 92.62111° зх. д. (46.701110, -92.621093).  За даними Бюро перепису населення США в 2010 році переписна місцевість мала площу 7,55 км², з яких 5,47 км² — суходіл та 2,08 км² — водойми.

## Демографія
Згідно з переписом 2010 року, у переписній місцевості мешкали 443 особи в 194 домогосподарствах у складі 130 родин. Густота населення становила 59 осіб/км².  Було 287 помешкань (38/км²).
Расовий склад населення:
| - 63,2 % — білих - 32,3 % — корінних американців - 0,2 % — чорних або афроамериканців |

До двох чи більше рас належало 4,3 %. Частка іспаномовних становила 2,0 % від усіх жителів.
За віковим діапазоном населення розподілялося таким чином: 20,3 % — особи молодші 18 років, 58,5 % — особи у віці 18—64 років, 21,2 % — особи у віці 65 років та старші. Медіана віку мешканця становила 48,2 року. На 100 осіб жіночої статі у переписній місцевості припадало 112,0 чоловіків;  на 100 жінок у віці від 18 років та старших — 107,6 чоловіків також старших 18 років.
Середній дохід на одне домашнє господарство  становив 71 875 доларів США (медіана — 58 250), а середній дохід на одну сім'ю — 99 042 долари (медіана — 76 250). За межею бідності перебувало 13,6 % осіб, у тому числі 16,3 % дітей у віці до 18 років та 4,1 % осіб у віці 65 років та старших.
Цивільне працевлаштоване населення становило 179 осіб. Основні галузі зайнятості: публічна адміністрація — 20,1 %, освіта, охорона здоров'я та соціальна допомога — 19,0 %, будівництво — 14,0 %, мистецтво, розваги та відпочинок — 11,2 %.